# Sophronica bituberosoides
Sophronica bituberosoides är en skalbaggsart som beskrevs av Stefan von Breuning 1972. Sophronica bituberosoides ingår i släktet Sophronica och familjen långhorningar. Inga underarter finns listade i Catalogue of Life.